# Palazzo Iseppo Porto

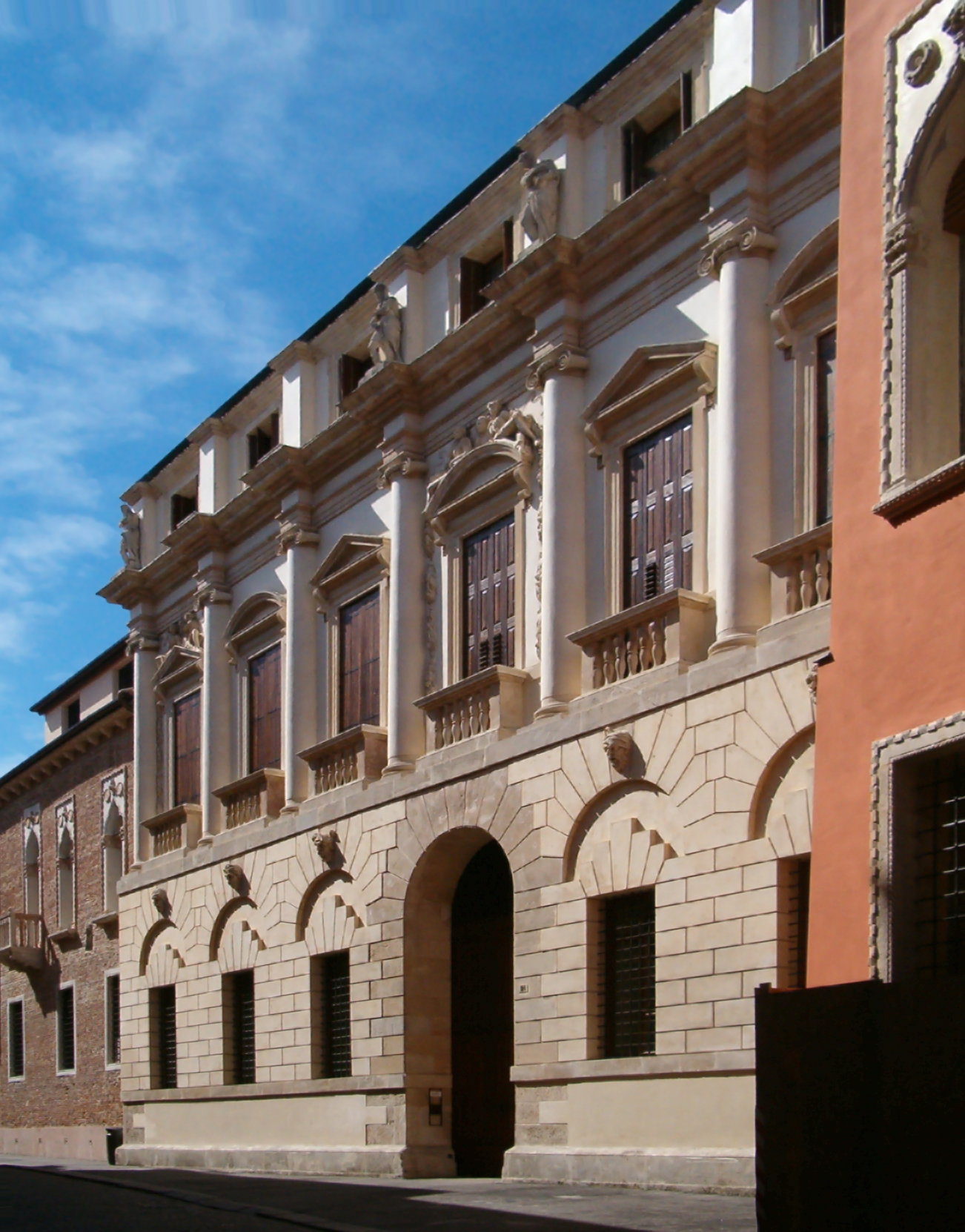
Frontfassade des Palazzo Porto, betrachtet von der Contrà Porti

Der Palazzo Iseppo Porto ist ein Palast in der norditalienischen Stadt Vicenza an der contra Porti Nr. 21. Er wird oft als Palazzo Porto abgekürzt und ist nicht mit dem Palazzo Barbaran da Porto in unmittelbarer Nähe an der gleichen Straße Nr. 11 zu verwechseln. Der italienische Architekt Andrea Palladio entwarf den Palast in den 1540er Jahren und baute ihn vermutlich bis 1552. Der Bauherr war Iseppo Porto, dessen Familie, die Porto, eine einflussreiche Stellung innerhalb der Gesellschaft Vicenzas einnahm. Als Teil der Palladio-Villen im Veneto gehört der Palazzo Iseppo Porto seit 1994 zum UNESCO-Weltkulturerbe.

## Zeitlicher Kontext
Der Palazzo Porto wurde Mitte des 16. Jahrhunderts in Vicenza errichtet. Zu Palladios Lebzeiten war die Stadt unter venezianischer Herrschaft. Den Machteinfluss der Republik Venedig belegt eine 1588–1597 von Georg Braun und Frans Hogenberg angefertigte Karte der Stadt, die eine Säule mit aufsitzendem Markuslöwen, dem Machtemblem Venedigs, aufweist. Die Stadt gehörte zu den bedeutendsten in Oberitalien und war zudem äußerst wohlhabend. Sie war befestigt und wurde von einer Stadtmauer sowie einem Fluss umgeben. Innerhalb dieser Anlage befand sich der Kern Vicenzas, dessen Zentrum die Piazza dei Signori war. Auf ihr konzentrierten sich „Politik und Handel, öffentliches und privates Leben“. Die mächtigen Familien in Vicenza, darunter die Familie Porto, trafen sich an der Piazza, nämlich im Palazzo della Ragione, den Palladio ab 1549 zur Basilika umformte.

## Städtebaulicher Kontext

### Lage und Grundstück
In der Umgebung der Piazza liegt das Grundstück, auf dem der Palazzo Porto errichtet wurde. Der schon damals vorhandene urbane Charakter des Baugrunds, vor allem aber die einflussreiche Stellung der Porto verlangte nach einem Stadthaus, einem Palazzo, mit Repräsentationscharakter.
Palladio schreibt: „[Der Palazzo Iseppo Porto] geht auf zwei öffentliche Straßen hinaus“ und proklamiert damit, das Grundstück sei durch die angrenzende Bebauung und die Straßenführung auf eine langgestreckte, schmale Form zwischen zwei Gebäuden begrenzt. Ursel Berger stellt allerdings fest, dass die relativ unbedeutende stradella degli stalli im Gegensatz zur repräsentativen Contrà Porti „fast völlig unbebaut“ gewesen sei. Es ist also anzunehmen, dass das Grundstück tatsächlich wohl eher nur eine Stirnseite mit notwendiger Repräsentationsfassade hatte. Dennoch ist die Parzelle in ihrer Länge architektonisch eher anspruchsvoll und erfordert spezielle Lösungen zur Belichtung und Belüftung eines Gebäudes.
Ein Palasttyp, wie Palladio ihn etwa bei seinem ersten Stadthaus, dem Palazzo Civena, zuvor plante, ließ sich daher nicht verwirklichen. Die Proportion des Grundstückes kommt der antiker pompejischer Atriumhäuser nahe. Diese nahmen teilweise die ganze Tiefe einer Insula, also eines Häuserblocks, ein und wurden dadurch ebenfalls an ihren langen Seiten von Gebäuden flankiert.

### Integration in den Bestand
Lionello Puppi ist der Meinung, dass der Palazzo Porto ein „Glied in der städtebaulichen Erneuerung“ Vicenzas sei. Iseppo Porto habe angestrebt die Fassade in „das vorhandene Straßensystem [einzugliedern]“. Guido Beltramini sieht dies anders: „Palladio did not attempt to adapt his design to respect the neighbouring buildings“. Tatsächlich scheint Palladio in seinem Entwurf weder die Höhen noch die Fassadenachsen der angrenzenden Gebäude als definierende Parameter angesehen zu haben. So springt seine Fassade aus der Ebene des in der Ansicht linken Gebäudes hervor und bleibt hinter der des rechten Gebäudes weit zurück, auch die Traufhöhe des Gebäudes überragt die seiner Nachbarn bei weitem. Der Palast stellt einen starken „Ausdruck architektonischer Individualität“ dar, kann aber vielleicht trotzdem als Element der „kontinuierlichen Anstrengung der Nobilität, die Stadt durch Symbole ihrer Macht und ihres Reichtums zu verschönern“, gewertet werden. Er nimmt durchaus Bezüge auf, etwa zum Palazzo Thiene oder der Basilika, die das Streben nach Status des Adels versinnbildlichen.

## Entwurf und Bau
Das exakte Entstehungsdatum des Palazzo Iseppo Porto ist nicht bekannt, der Anlass scheint jedoch die Hochzeit des Iseppo Porto mit Olivia Thiene gewesen zu sein. Lionello Puppi vermutet, dass es Iseppo Porto von Marc Antonio Thiene, Olivias Bruder, „nahegelegt worden“ sei, sich Palladios Diensten anzuvertrauen. Marc Antonio Thiene hatte 1542 Palladio damit betraut, den Palazzo Thiene auszuführen, und riet Iseppo Porto, sich „ebenfalls einen seiner gesellschaftlichen Stellung entsprechenden Palast errichten zu lassen“ Aufgrund dieser Verbindung der Bauherrn und gewisser Ähnlichkeiten in der Konzeption beider Paläste, vor allem aber auch durch die Beschreibung in Palladios Vier Büchern zur Architektur sowie Entwurfszeichnungen im Besitz des Royal Institute of British Architects, kann der Entwurf relativ zweifelsfrei Palladio zugeschrieben werden. Dabei wird der Entwurf generell vor dem Palazzo Chiericati eingeordnet, das heißt um 1549/1550. Der Bau wurde 1552 beendet, wie eine Inschrift am Gebäude, die bis ins 18. Jahrhundert zu erkennen war, sowie die Datierung der Taufe eines Sohnes von Iseppo Porto im fertiggestellten Gebäude belegen.

## Gliederung der Fassade
Die Fassade des Palazzos ist klar in drei Bereiche zoniert, in Rustika, Piano Nobile und Mezzaningeschoss. Besonders ist hier die Lesbarkeit des Mezzanins, das zuvor zugunsten einer klaren Gegenüberstellung von Erdgeschoss und Piano Nobile kaschiert wurde. Die Fassade wird horizontal durch sieben Fensterachsen gegliedert. Dabei sind sowohl der mittlere als auch die beiden äußeren Fassadenabschnitte durch Ornamente besonders gekennzeichnet.

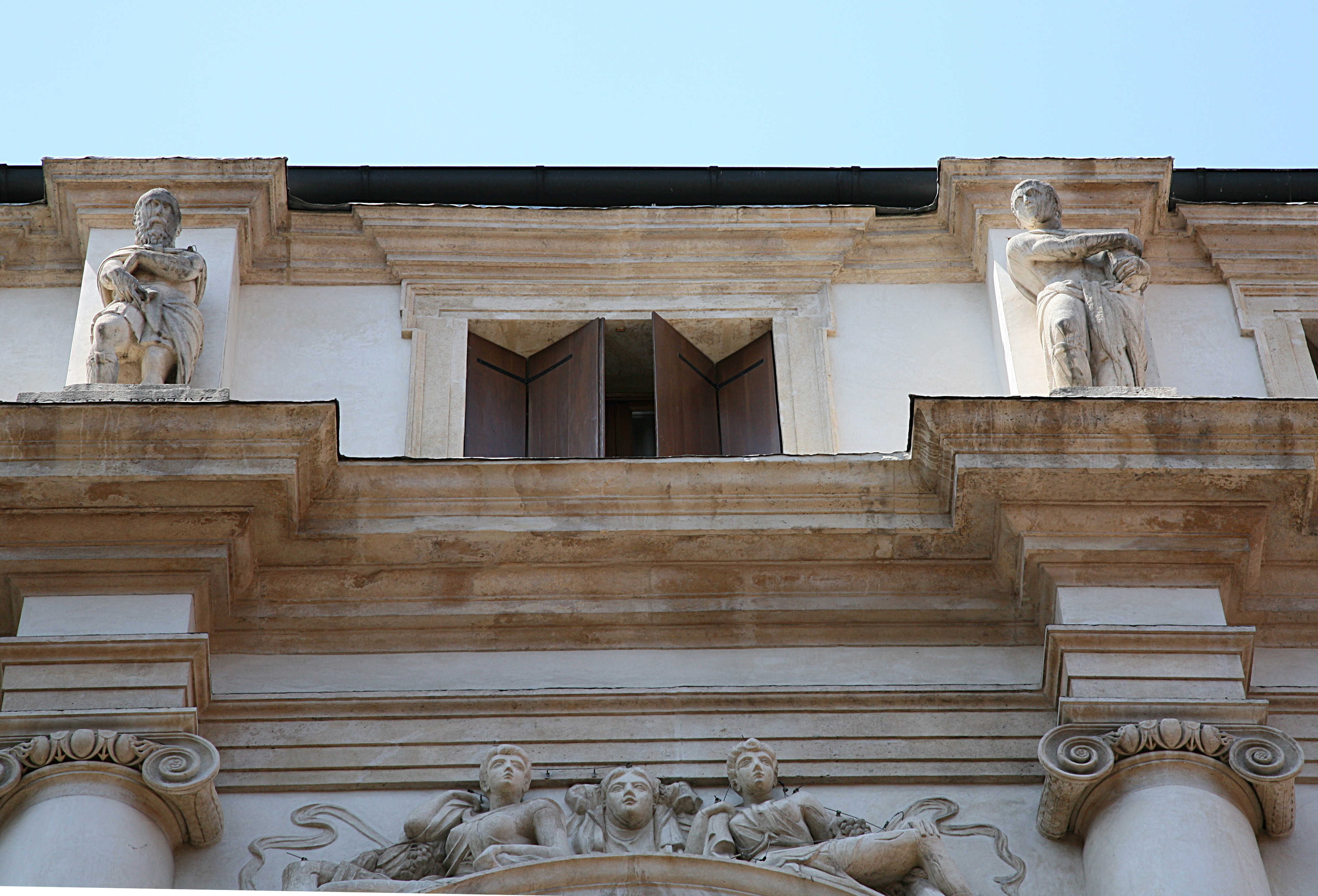
Detail des Mezzanin-Geschosses.

Die Fassade des Erdgeschosses ist aufgesockelt und durch eine Rustika gestaltet. Der Eingang sowie die Fensterachsen werden durch gleichartige Rundbögen aus Steinblöcken definiert. Die Blendbögen der Fensterachsen weisen dabei Schlusssteine mit maskenartigen Ornamenten auf, die aus der ansonsten glatt ausgeführten Rustika hervorspringen. Die eigentlichen Fensteröffnungen sind durch einen waagerechten Sturz aus Keilsteinen ausgebildet. Insgesamt wirkt das Erdgeschoss monolithisch, die Fenster und der Eingang wie herausgeschnitten, das ganze Stockwerk erscheint visuell wie ein massiver Sockel des darüber liegenden Stockwerks.
Im Gegensatz zu den relativ glatten Oberflächen der Rustika weist das Piano Nobile eine größere plastische Gestaltung auf. "Die Halbsäulen [wölben sich] energisch hervor", und stehen direkt auf dem Gurtgesims. Die ionischen Kapitelle lasten das Gebälk ab, dessen oberster Sims „scharfkantig“ hervorspringt. Die Fenster sind durch Brüstungen unten sowie Stürze mit aufsitzendem Giebel begrenzt, wobei sich Dreieck- und Segmentbogengiebel abwechseln, und sind damit verspielter modelliert. Die mittlere Fensterachse über dem Eingang sowie die beiden äußeren Achsen sind durch florale Ornamente geschmückt, die den Abschluss des Gebäudes sowie seine mittlere Achse und damit die Symmetrie der Fassade betonen. Vor allem durch die sockelartige Ausbildung des Erdgeschosses werden Piano Nobile und Erdgeschoss stark verbunden, ihre Beziehung ist „eng und direkt“.
Durch die Ausbildung eines Mezzanins als eigenes Attikageschoss nimmt Palladio „eine alte Tradition in neuer, klassischer Form auf“, denn das Mezzanin lässt sich in Vicenza seit dem Quattrocento in Palästen finden. Dadurch kann er Erdgeschoss und Piano Nobile harmonisch proportionieren. Die Statuen, die vor den Pilastern des Attikageschosses angeordnet sind, gehören „zweifellos zu einem ikonographischen Programm, das Da Porto gewünscht hat“, sie stellen die Familie Porto dar. Insgesamt ist das Attikageschoss kaum exponiert, die Auskragung des Gesimses und die Vorlagerung von Statuen lassen es, seiner Funktion als Dienstbotengeschoss entsprechend, zurücktreten.

## Referenzbauten

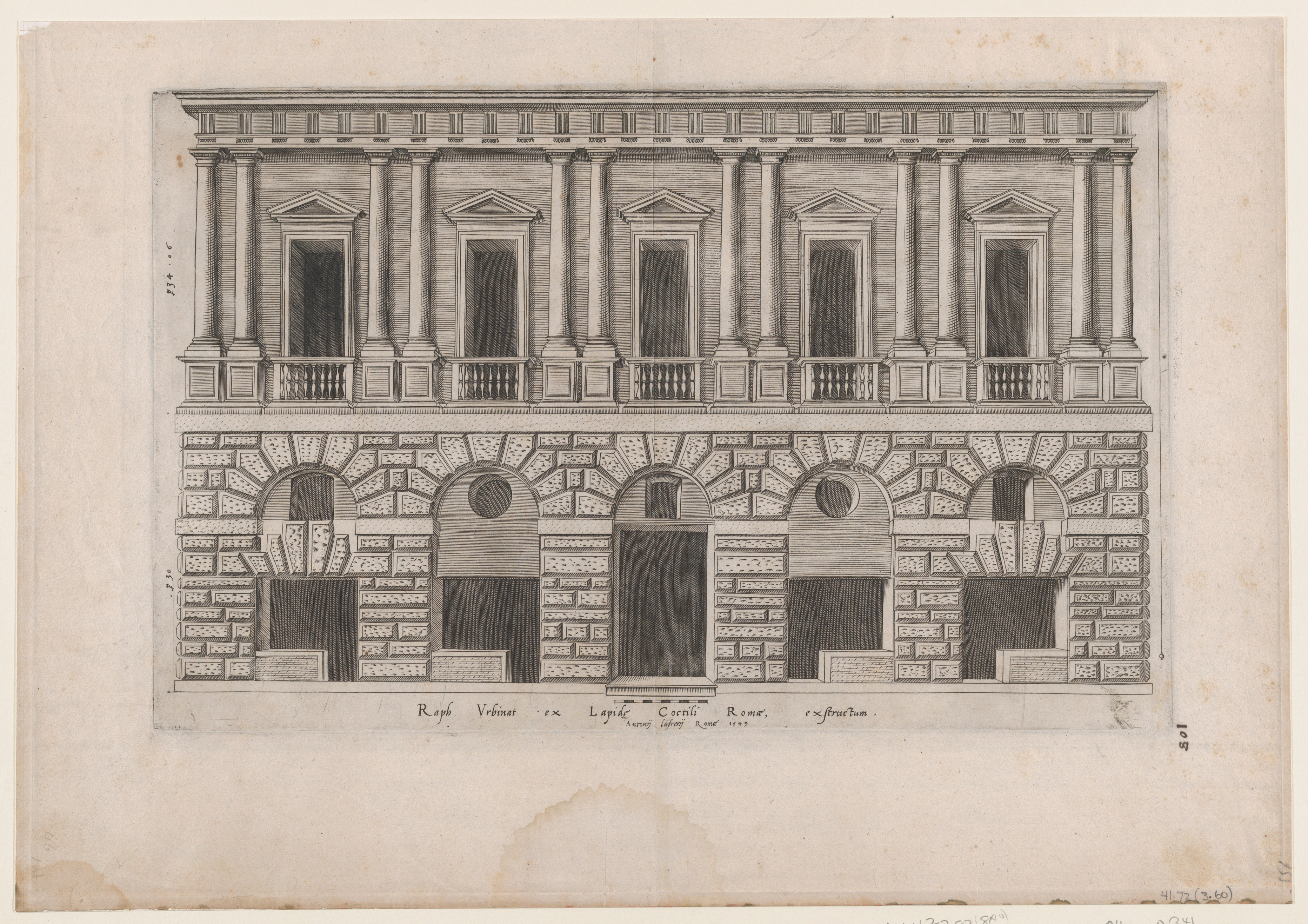
Ein anonymer Druck von 1549 der die Fassade des Palazzo Caprini – das Haus des Raffael – abbildet. Die Ähnlichkeit zur Fassade des Palazzo Iseppo Porto ist auffällig.

Die Bezüge auf Bramantes Bauwerke in Rom, vor allem auf den Palazzo Caprini – die „casa di Raffaello“ – aber auch auf zwei weitere Paläste, den Palazzo Bresciano und den Palazzo Ossoli, sind erstaunlich deutlich. Palladio war vermutlich im Besitz einer Zeichnung des heute zerstörten Palazzo Caprini, der ihm bisweilen zugeschrieben wird. Beim Vergleich der Zeichnung des Palazzo Caprini mit dem Palazzo Porto, aber auch des Palazzo Thiene werden Ähnlichkeiten evident. Vor allem in der Rustika des Erdgeschosses zeigt sich Bramantes Einfluss auf den Entwurf des Palazzo Porto, insbesondere in der Verwendung von Blendbögen und aus markanten Keilsteinen formulierten Fensterstürzen. In Bramantes Palast sind die Halbsäulen des Obergeschosses auf das sockelartige Erdgeschoss gestellt, dieses Motiv prägt auch den Charakter des Palazzo Porto. Ebenso sprechen die Gliederung der Fenster des Obergeschosses mit Balkonbrüstung und Dreiecksgiebel für einen Einfluss Bramantes im Entwurf. Beltramini und Berger belegen jedoch, dass es sich nicht um eine uninspirierte Kopie handelt, sondern die bramanteske Lösung von Palladio erst nach einer Anzahl von verspielteren, opulenteren Versuchen gewählt wurde.
Palladios Romreise hatte sein Repertoire erweitert und ihn zu neuen Lösungen, die er vor allem im Palazzo Thiene anwendete, inspiriert, auf die er jetzt erneut zurückgriff. Er verwendete beim Palazzo Porto zum ersten Mal die ionische Ordnung. Spielerische Architekturmotive wie verdoppelte Pilaster und mehrteilige Fenster wurden in diesem Entwurf zurückgedrängt, und zwar zugunsten eines neuen „Schmuckstil[s]“. Dabei war der Palazzo Porto eher ein Schritt in die Richtung einer neuen Architektursprache für Vicenzas Adel denn eine Rückwärtswendung. Palladio synthetisierte die römischen Erfahrungen, sie lieferten die wichtigsten, jedoch nicht die einzigen Anhaltspunkte für einen neuen Stil. Diese Entwicklung und Palladios Hinwendung zu „skulpturalen“ Fassaden wird deutlich, wenn man die Fassaden des 1542 begonnenen Palazzo Thiene, vor allem aber seinen Palazzo Civena von 1539/1540 mit dem Palazzo Porto vergleicht.
Der Palazzo Porto ist als Bindeglied zwischen dem Palazzo Thiene und dem Palazzo Chiericati zu betrachten.
Am Palazzo Thiene konnte Palladio die römische Stadtarchitektur, anders als bei den Villenbauten, in einem urbanen Kontext verarbeiten. Wenn man Howard Burns in seiner Argumentation folgt, so konnte sich Palladio an diesem Projekt zwar entscheidend einbringen, es bleibt aber in der Grunddisposition der Entwurf Giulio Romanos, was Palladio in seiner gestalterischen Freiheit einschränkte. Die Zusammenarbeit mit Romano lehrte Palladio allerdings den professionellen Umgang mit Handwerkern und Bauherrn. Zudem besaß Romano Kenntnisse der römischen Architektur, was Palladio sicherlich in seiner Orientierung an den Meistern der Renaissance, Bramante, aber auch Fra Giocondo, bestärkte.
Ursel Berger sieht die Entwicklung des Palazzo Porto und des Palazzo Chiericati parallel. Der vermeintlich „reifere“ Stil des letzteren ist vermutlich vor allem eine Reaktion auf die exponierte Stellung an einem Platz, der ganz andere Lösungen forderte als eine enge Gasse. Der Öffnung des Palazzo Chiericati, seiner Hinwendung zum Straßenleben und der Durchlässigkeit seiner Fassade steht die Geschlossenheit des Palazzo Porto gegenüber. Viele der Ideen des Palazzo Chiericati sind aber zur Zeit des Palazzo Porto bereits angedacht gewesen und fanden in der Basilika Verwendung. Palladio dachte in Alternativen und nicht in unflexiblen Universallösungen.

## Entwurfsprinzip
Im Gegensatz zu den Villen Palladios, die auf freiem Feld mit einem Grundriss nach Willen des Architekten ausgeführt werden konnten, waren die Parzellen in der Stadt klar definiert. Zwar nehmen die Loggien des Palazzo Chiericati öffentlichen Grund in Besitz, und auch bei der Basilika verschwimmen die Grenzen von Innen und Außen, Palladio war sich jedoch der städtischen Konditionierung seiner Entwürfe bewusst, wie auch die beiden genannten Bauwerke belegen. Wenn sich die Gliederung des Palazzo Porto mit einem inneren Hof also nicht von außen ablesen lässt, so ist das kein Verstecken, sondern Palladios Antwort auf die Anforderungen einer repräsentativen Fassade bei sinnvoller Raumgliederung.
Die flache Fassade führt das Piano Nobile dicht an die Straße heran. In der engen Straßensituation würde ein Zurücktreten hinter den Nachbargebäuden den gesellschaftlichen Bereich des Palazzo herabsetzen. Die Sala als politischer Raum, in dem Geschäfte gemacht und Beziehungen geknüpft werden, soll an der Straße liegen.

## Raumordnung

### Ausgeführter Bau
Wenn man die Grundrisse des Palazzo Porto betrachtet, wie Palladio selbst sie in den Quattro Libri veröffentlicht hat, wird deutlich, dass die Hierarchie der Räume von der Straßenfassade bestimmt ist – hier finden sich Sala, Atrium und etwas kleinere Geschäftsräume, im von der Straße abgekehrten Bereich eher kleinere, untergeordnete Räume und die Treppe. Es lässt sich jedoch zeigen, dass die in den Quattro Libri dargestellten Grundrisse erheblich vom tatsächlich ausgeführten Entwurf abweichen, vielleicht am ehesten durch eine Zeichnung der 1540er Jahre, die den Palazzo Porto darstellt (RIBA XVII, 9 verso) und laut Beltramini dem umgesetzten Bauwerk, mit Ausnahme des rückwärtigen Teils, weitestgehend entspricht. Constant und Beltramini belegen, dass das Piano Nobile im 19. Jahrhundert erheblich umgeformt wurde und Vincenzo Scamozzi bereits im 16. Jahrhundert die Treppen neugestaltet hatte. Dennoch bleibt die grundlegende Raumhierarchie stets die gleiche, ob es sich nun um die Entwurfszeichnung aus den 1540er Jahren, die Quatto-Libri-Version oder den heute bestehenden Bau handelt – sie entspricht den Anforderungen des Vicentiner Adels.

### Darstellung in den Quattro Libri

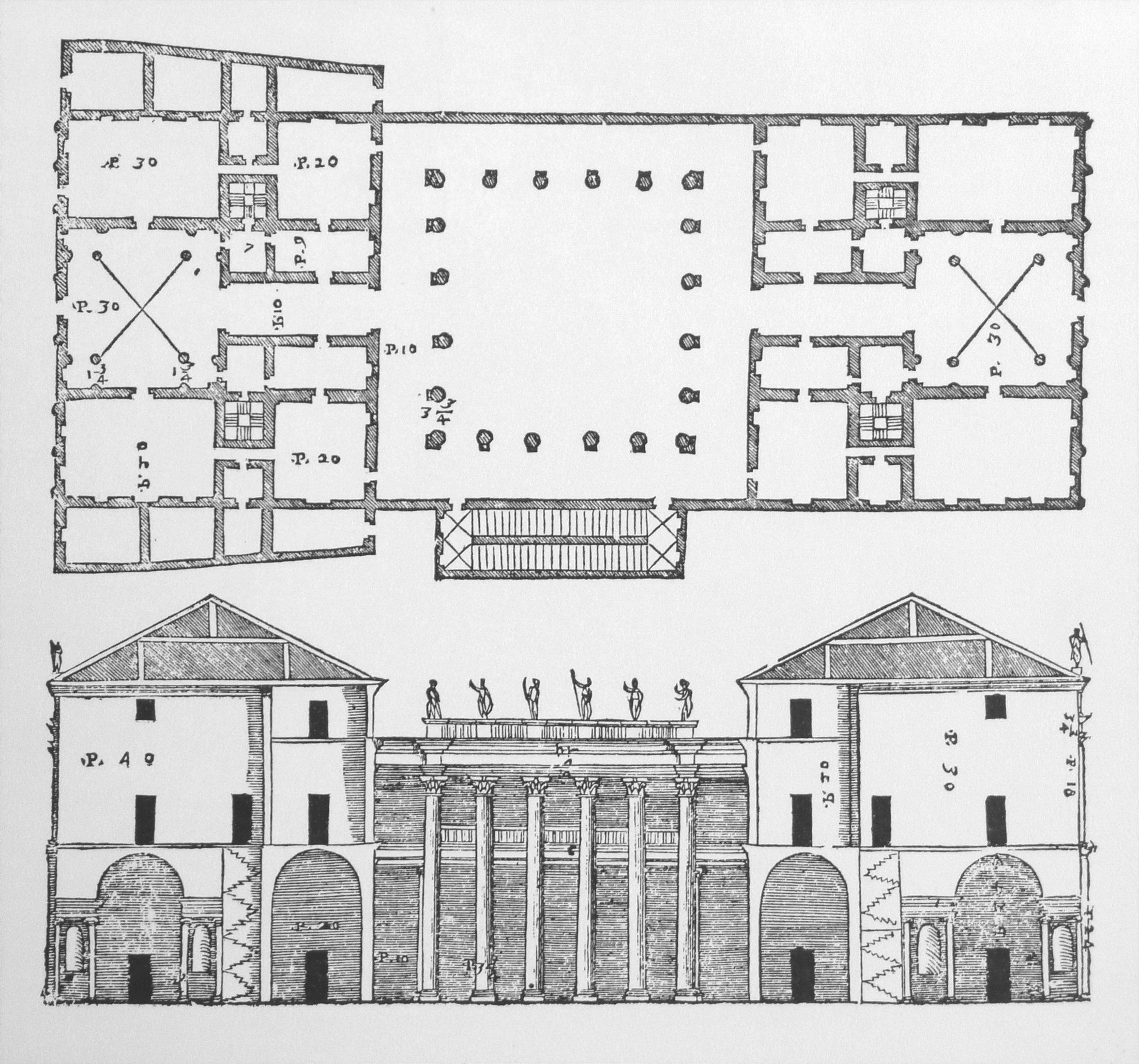
Grundriss des Erdgeschosses und Schnitt, Darstellung in den Quattro Libri, 1570

Offensichtlich wurde der eindrucksvolle Peristylhof, den Palladio in seiner Quattro-Libri-Version darstellt, nie ausgeführt. Berger legt nahe, dass es sich hierbei auch nicht um einen tatsächlich geplanten Grundriss gehandelt hat, da die rückwärtige stradella degli stalli keine Repräsentationsfassade benötigte und hier sinnvollerweise eher ein „schmuckloser Wohntrakt“ angeordnet werden sollte. Eine Dopplung des Herrenhauses, wie Palladio es in den Quattro Libri darstellt, lässt sich also nicht so leicht begründen. Gleichwohl bietet die Quattro-Libri-Version eine sehr Lösung voller neuartiger Formen an. Eine Verbindung von Herren- und Gästehaus auf schafft einen eleganten Zwischenraum, der sowohl trennt als auch verbindet. Palladio selbst verweist hierbei auf die Treppe, die mit Absicht in diesem von Kolossalsäulen geprägten Peristyl angeordnet werden soll, um das räumliche Erlebnis der Promenade noch zu verstärken. Während angezweifelt werden kann, dass die in den Quattro Libri aufgeführte Grundriss-Version je ernsthaft für den Bau vorgesehen war, da sie kaum praktischen Nutzen in der vorhandenen Parzelle bot, vermutet Berger, dass Palladio durchaus einen Peristylhof geplant haben könnte und die nachträglich veröffentlichte Kolossalordnung vielleicht ursprünglich als Superposition einer dorisch-ionischen Ordnung geplant war. Auch Beltramini ist sich nicht sicher, ob die in der Zeichnung RIBA XVII, 9 verso nachträglich mit Kreide eingezeichneten Säulen auf das Veröffentlichungsdatum der Quattro Libri datieren oder auf die Entwurfszeit. Das Peristyl stellt sicherlich in seiner gewaltigen Form, die auch in der dargestellten Hoffassade in den Quatto Libri deutlich wird, den originellsten Vorschlag des Entwurfs dar. Es werden Parallelen zum Arkadenhof des Palazzo Thiene gesehen, wobei die vorgeschlagenen Loggien des Palazzo Porto in ihrer zweigeschossigen Ausführung und mit einer Kolossalordnung einen anderen Charakter besitzen.

### Haus der Alten
Viele Beschreibungen des Palazzo Porto konzentrieren sich auf eine vermeintliche Rekonstruktion des Palazzo Porto als Haus der Alten. Eine Auseinandersetzung mit Palladios Entwurf lässt einen solchen Schluss nicht zu. Weder bei Vitruv lassen sich entsprechende Beschreibungen finden noch in gebauter römischer Realität.  Diese Interpretation geht wohl auf den Satz Palladios zurück, er habe den Palazzo nach Vorbild der „Alten und besonders der Griechen“ errichtet. Die markanteste Gemeinsamkeit ist der Peristylhof, der in seinem Ausmaß wohl nach Vitruv ein Symbol der Machtentfaltung adeliger Familien war. Er mag Pate gestanden haben für den geplanten Hof, kann aber die Dopplung des Hauses nicht erklären. Es bleibt unklar, warum Palladio in den Quattro Libri eine Situation darstellt, die so in der Realität nicht vorhanden war.

## Stellenwert in Palladios Gesamtwerk
Der Palazzo Porto gilt als unspektakuläres Werk in Palladios Œuvre. Er sticht weder durch besondere Opulenz hervor, noch ranken sich Legenden um seinen Bau. Er ist kein Manifest perfekter Symmetrie, noch geometrisches Meisterwerk. Wohl auch damit ist zu erklären, dass man vielfach versucht hat ihn als „Haus der Alten“ zu interpretieren und ihn so zu charakterisieren.
Die Schnitte in den Quattro Libri trugen sicherlich dazu bei, das Gebäude in der nachträglichen Rezeption interessant zu machen. Die Publikation in den Quattro Libri hat das Gebäude zumindest in einer breiten Öffentlichkeit bekannt gemacht, doch kommt dem Palazzo auch hier keine besonders prominente Rolle zu.
Der Palazzo Porto nimmt allerdings eine wichtige Stellung in Palladios Werdegang ein. Es war der erste Stadtpalast, den er alleine durchführte, nachdem er den Palazzo Thiene vermutlich nur nach der Grundidee Giulio Romanos gestalten konnte, und auch für die Basilika wurden zunächst der bekannte und „zuverlässige“ Baumeister Porlezza und Palladio gemeinsam beauftragt. Der Palazzo Porto befähigte Palladio unmittelbar, auch den Palazzo Chiericati zu bauen, und verschaffte ihm eine gute Stellung innerhalb der Vicentiner Gesellschaft. Das vermutlich führte zu einer wohlwollenden Einstellung des Stadtrates, was ihm den notwendigen Rückhalt für ein so langfristiges Projekt wie die Basilika einbrachte. Wichtiger war jedoch, dass sein Ansehen bei einer der zwei wichtigsten Familien Vicenzas ihn auch anderen Adeligen anempfahl und er so wichtige Folgeaufträge für Privatresidenzen auf dem Land und in der Stadt erhielt. So wurde der Palazzo Porto zum Katalysator für den Zugang Palladios zu den Ressourcen Ansehen, Geld und Baugrund. Er war ein Wegbereiter seines späteren Schaffens und insgesamt eines neuen Stadtbildes.